# Устав Хрватске
Устав Републике Хрватске из 1990. или Божићни Устав је назив за Устав Хрватске који је изгласан у Сабору, 21. децембра 1990. године, а свечано проглашен 22. децембра 1990, непосредно пред римокатолички Божић.

## Позадина
Још за време Другог светског рата, у Топуском између 8. и 9. маја 1944. на Трећем заседању ЗАВНОХ-а изгласан је први Устав Хрватске из новијег доба. Он се темељио на заштити људских права и слобода, као и на антифашистичким идејама. У том Уставу Хрватска је дефинисана као будућа федерална јединица СФР Југославије. Исто тако је јасно назначено у том Уставу да Срби у Хрватској, због своје бројности и огромног доприноса за антифашистичку борбу и деловање, постају конститутиван народ. Док Мађари, Чеси, Италијани, Словаци, Русини и Украјинци постају националне мањине.
И сви каснији устави које је Сабор СР Хрватске изгласавао били су слични том уставу који је изгласан у Топуском 1944.
Године 1974. у Београду је Скупштина СФРЈ изгласала Устав Југославије по коме су свих шест република чланица и две аутономне покрајине добиле велика овлаштења у погледу вођења политике. Заправо уведена је децентрализација власти. Устав СФРЈ из 1974. је вероватно био одговор на МАСПОК тј. "хрватско прољеће", када је дошло до великих побуна у СР Хрватској против заједничког живота са осталим народима СФРЈ.
Крајем 1989. године, у Југославији је уведен вишепартијски систем. То је довело до тога да се после више од 40 година оснивају нове странке на подручју СФРЈ. У СР Хрватској су током априла (22. и 23.) и маја (6. и 7.) 1990. године организовани парламентарни и локални избори. Главни ривали су били Хрватска демократска заједница и њен лидер Фрањо Туђман, а са друге стране Савез комуниста Хрватске који је предводио Ивица Рачан. ХДЗ и Туђман су однели победу на парламентарним изборима. Док су на локалним изборима резултати били подељени. ХДЗ је победио у чисто хрватским срединама и националним мешовитим са хрватском већином.
ХДЗ је странка опасних намера— Ивица Рачан, 1990.
Већ крајем маја 1990. године ХДЗ и Фрањо Туђман су формирали власт у СР Хрватској, преузели су контролу над медијима, тужилаштвом, локалном самоуправом и полицијом. Полиција до маја 1990. је била углавном попуњена српским или национално мешаним кадорвима, врло мало Хрватима. Разлог томе је што Хрвати нису осећали СФРЈ као своју домовину (већ искључиво Хрватску), па су и државне органе и институције углавном бојкотовали. Нереди на Максимиру 13. маја 1990. су послужили ХДЗ да очисти полицију СР Хрватске од српских кадрова.
Већ крајем јула, 25.7.1990. хрватски Сабор доноси одлуку по коме шаховница постаје симбол СР Хрватске, уместо звезде петокраке, а из назива је избрисан придев "социјалистичка", односно СР Хрватску мења назив у Република Хрватска. Исто тако је и Председништво СР Хрватске донело одлуку, коју је упутило хрватском Сабору којом предлаже доношење новог устава до краја године. Ова одлука је подржана од стране сва три већа: Веће удруженог рада, Веће општина и Друштвено-политичког већа.
Средином августа 1990. на подручју северне Далмације и Лике ничу барикаде локалних мештана, који су били у страху од упада припадника хрватске полиције, која је сада имала измењен национални састав, већином хрватски. Видевши да нема војску, хрватска Влада одлучује да увезе наоружање из иностранства и тако формира себи војне формације за обрачун са грађанима српске националности и ЈНА. То илегално наоружавање Хрватске се десило октобра и новембра 1990. године.

## Изгласавање Устава
Изгласавање Божићног Устава десило се у хрватском Сабору 21. децембра 1990. године, у Загребу. Тај устав је креиран од истакнутих чланова политичког и академског дела хрватске јавности. У односу на раније Уставе СР Хрватске овај Божићни устав је имао неке битне промене. Прва је та да је Хрватска одбацила социјализам као начин друштвено-економског управљања државом, као и дефинитивно увођење вишепартијског система. Друга битна промена је избацивање Срба из Устава, односно Србима у Хрватској је укинута конститутивност и сведени су на националну мањину. Сви дотадашњи Устави СР Хрватске су дефинисали Хрватску као "дом Хрвата и Срба и других националних мањина“. А у Божићном Уставу, Хрватска је дефинисана као "дом Хрвата и других националних мањина“.
Дана 22. децембра 1990. у хрватском Сабору је свечано проглашен нови Устав Хрватске, уз присуство велико броја званица из јавног и политичког живота Хрватске, интонирања хрватске химне "Лијепа наша домовино".

## Последице
Због своје искључивости односно укидања конститутивности Србима из Хрватске, овај устав многи сматрају да је један од повода за рат у Хрватској који је почео неколико месеци касније. Срби у Хрватској су овим Божићним Уставом практично обесправљени будући да им нису била гарантована ни основна мањинска права, а наредне 1991. године хрватска (пара)војска и полиција отпочињу нападе на српска и национално мешовита насеља у Хрватској (Пакрац 1. марта, Плитвице 31. марта, Борово Село и Задар 2. маја) као и на касарне Југословенске народне армије, једине међународно признате војне силе на територији СФРЈ до 1992. године.